# Storø (ö i Grönland, Sermersooq, lat 64,38, long -51,10)
Storø är en ö i Grönland (Kungariket Danmark).   Den ligger i kommunen Sermersooq, i den sydvästra delen av Grönland. Arean är 273 kvadratkilometer.
Terrängen på Storø är lite bergig. Öns högsta punkt är 1 574 meter över havet. Den sträcker sig 38,5 kilometer i nord-sydlig riktning, och 25,1 kilometer i öst-västlig riktning.